# Жепенник-Сухи
Жепенник-Сухи (пол. Rzepiennik Suchy) — село в Польщі, у гміні Жепенник-Стшижевський Тарновського повіту Малопольського воєводства.
Населення — 663 особи (2011).
У 1975—1998 роках село належало до Тарновського воєводства.

## Географія
У селі бере початок річка Жеп'янка.

## Демографія
Демографічна структура станом на 31 березня 2011 року:
|          | Загалом | Допрацездатний вік | Працездатний вік | Постпрацездатний вік |
| -------- | ------- | ------------------ | ---------------- | -------------------- |
| Чоловіки | 335     | 82                 | 223              | 30                   |
| Жінки    | 328     | 65                 | 185              | 78                   |
| Разом    | 663     | 147                | 408              | 108                  |